# 红山鸟属
红山鸟属（学名：Hongshanornis）是今鸟型类的一个属，化石发现于中国内蒙义县组的早白垩世湖泊沉积物中。正模标本于2005年发现，出土于距今1.246亿年的尖山沟化石层，现保存于北京的中科院古脊椎所。另有三件标本归入该属，但其中只有一件可确认属于红山鸟，发现于距今约1.22亿年的大王杖子化石层。
该属为红山鸟科成员，与大王杖子层发现的长胫鸟是近亲，且与九佛堂组发现的副红山鸟非常相似。

## 描述
高冠红山鸟为小型物种，尤其是与其它早期今鸟型类相比。该物种约有画眉大小，成年标本估计生前重约50克（1.8盎司）、翼展宽约320（1.05英尺）。

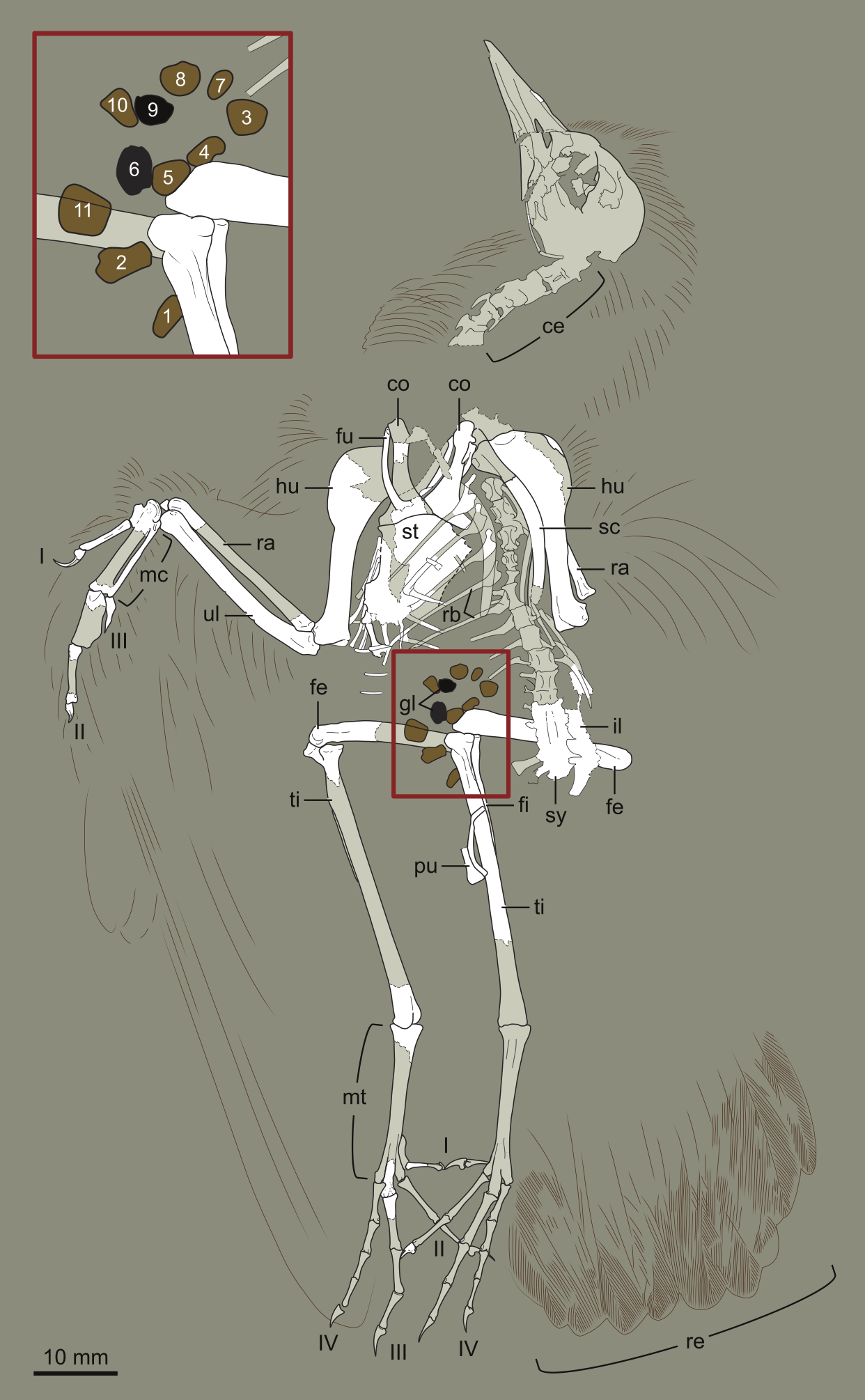
标本DNHM D2946的示意图，显示了胃石的位置

所有已知标本均保存有颅骨，但与近亲长胫鸟相比，总体上均有着更为狭窄的吻部。牙齿很小，且在已知标本中保存甚少。起初，科学家据此推测其上下颌均没有牙齿，可能是用喙来代替。然而，后来对正模标本的研究显示颌骨保存部分存在齿槽，与近亲的比较也表明红山鸟确实有牙齿。一具保存更完好的标本的发现，证实至少在上颌骨（上颌中段）及齿骨（下颌）区域存在牙齿。吻部似乎没有羽毛，但此处究竟是只覆盖着皮肤还是长有喙，目前尚不清楚。红山鸟描述者注意到下颌末端有一块独特的骨头，并将其等同于在恐龙身上发现的生有喙的“前齿骨”。在黄昏鸟等更进阶的鸟类身上也发现了这种骨头。然而，另一些科学家指出，红山鸟的前齿骨（或称“下颌骨联合骨化结构”）缺乏早期有喙鸟类如古喙鸟喙部所特有的凹槽，故无法确认是否有喙。
原描述者认为红山鸟头部显然存在大型羽冠，尽管这些“羽毛印痕”保存不佳，甚至有可能是人为制造。来自不同层位的第二件标本，头部不但没有修长的羽毛，羽毛反而愈靠近吻部愈短。2024年，沈才智等人在新渤海鸟属描述中注意到此鸟头顶上有撮看似冠一样排列的羽毛。作者提出，此结构（及其它鸟类压印化石，如红山鸟化石上的类似排列）是死后埋藏学扭曲的结果。
翅膀又长又宽，向两侧逐渐变窄，末端呈尖状。前几根主翼羽比其余的短得多。翅膀总面积为0.016平方米，翼指上有小爪，第一指（小翼指）上的爪远大于第二指（中指）。红山鸟的特点在于腿很长，小腿（胫跗骨）比大腿（股骨）长1.5倍以上。脚趾又长又细，生有小爪。第一趾（拇趾）很小，第二趾远短于第四趾，第三趾最长。

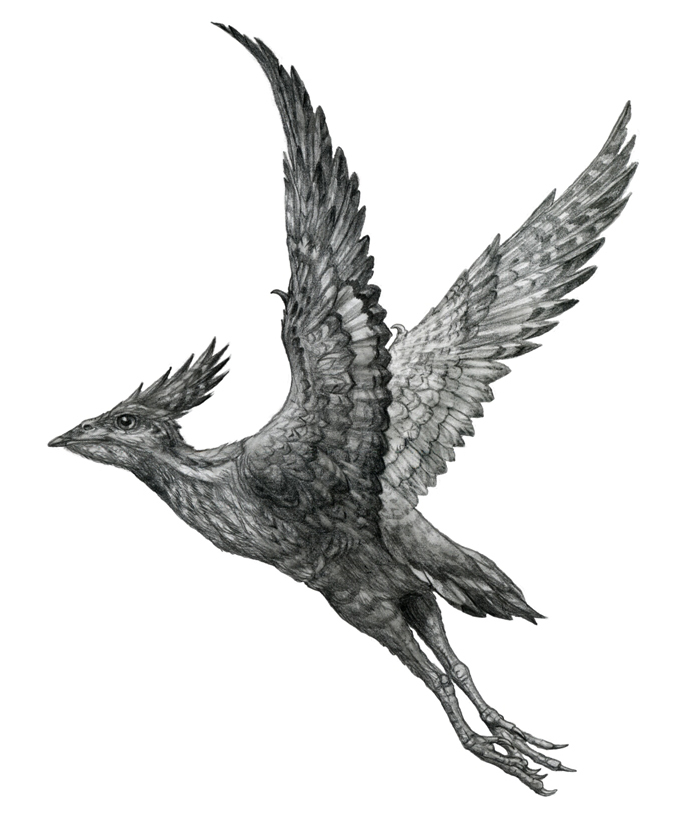
带有假定羽冠的复原图

任何已知标本均未保存尾部骨骼，但与近缘物种的比较表明该属尾巴很短，末尾有一小块犁形尾综骨连接着尾羽。可能存在称作直肠球（rectorial bulb）的一大块肌肉用来控制尾羽扇动。尾羽修长，尾翼对称，且至少有10根尾羽，多于其它原始扇尾鸟类。从上面看，尾部形状整体圆润呈楔形，由于羽毛对称，尾部两侧可能不会在风中完全展开成扇形，而是向后扫掠，形成部分展开的楔形，就像鹰、霸鹟、日鳽等某些现代鸟类一样。

## 古生物学

### 摄食与生境

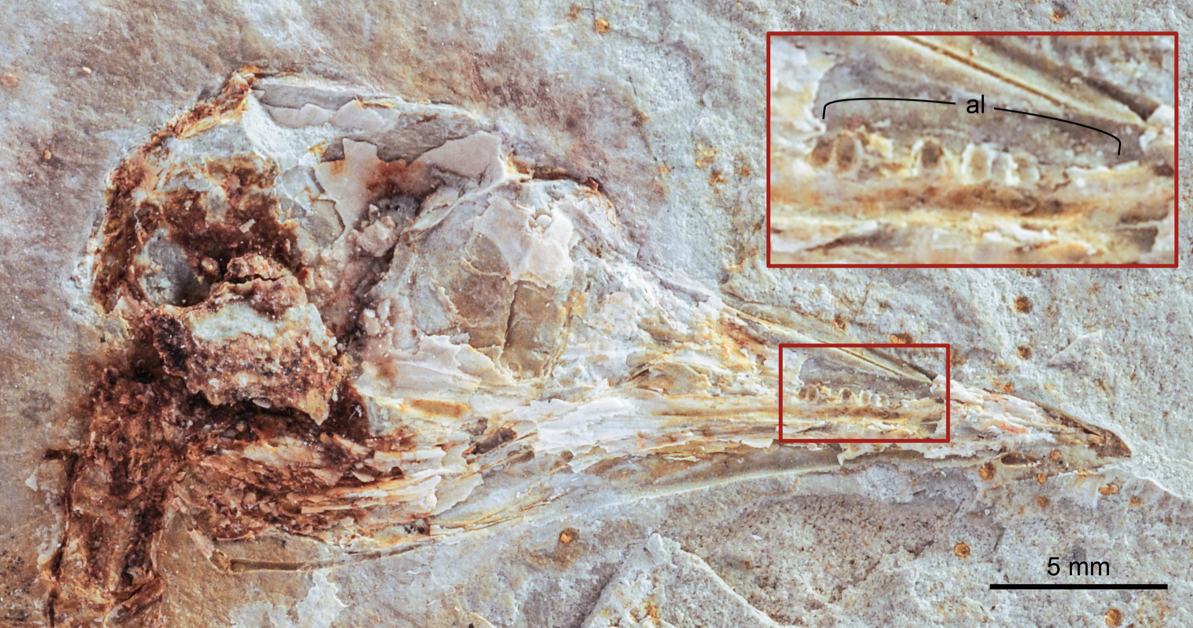
标本DNHM D2945的颅骨，其中重点标明牙齿

最初假设红山鸟没有牙齿，故认为其有着非常特化的食性及生境，从纤细的喙及长腿来看可能为涉禽或滨鸟。但后来证实其双颚均有牙齿，由此产生对其生态位的重新解释。虽仍被认为可能是涉禽，但红山鸟的食性可能比先前猜测的更为广泛。红山鸟科的不同成员，喙的形状也不尽相同，表明该类群整体为涉禽，但内部存在生态位的划分（红山鸟与近亲长胫鸟共存，两者除了嘴的形状以外均非常相似）。一件红山鸟标本中保存了几颗大小不一的胃石，而胃石通常为植食的标志。另一件归入该属的标本，则发现了保存在嗉囊中的种子化石，不过此标本现已成为独立的分类单元：无牙古食种鸟。

### 飞行

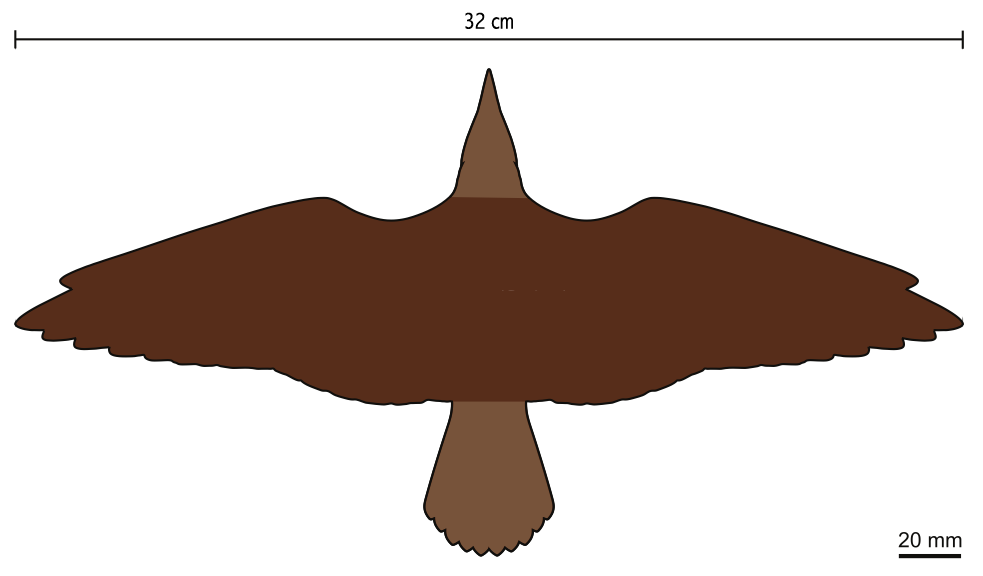
翅膀及尾部轮廓

高冠红山鸟翅膀宽阔，并朝两侧逐渐变窄，翅膀的面积及负荷均与同体型现代鸟类的均值相同。仅根据已知标本，无法确认翅尖有无翼缝，但体型及翅膀形状近似的现存鸟类往往缺少翼缝。若无翼缝，则表明红山鸟倾向主要以高速飞行。鉴于翅膀总体形状及与现生鸟类的比较，红山鸟可能在低速飞行时连续扑翼，在高速飞行时转换为弹射飞行（快速扑翼与翅膀部分收起的前冲运动交替）。总的来说，红山鸟的翅膀和尾部解剖结构，以及据此推测的飞行方式，与很多中型雀形目类似。